# Osório Florindo
Osório Florindo ist ein Politiker aus Osttimor. Er ist Mitglied der FRETILIN.
Florindo wurde bei den Wahlen 2001 auf Platz 39 der FRETILIN-Liste in die Verfassunggebende Versammlung gewählt, aus der mit der Entlassung in die Unabhängigkeit am 20. Mai 2002 das Nationalparlament Osttimors wurde. In der Versammlung war Florindo Mitglied des Systematisierungs- und Harmonisierungskomitees.
Bei den Parlamentswahlen in Osttimor 2007 trat Florindo nicht mehr als Kandidat an.
Nach dem gescheiterten Versuch die bisherige Parteiführung auf einem Kongress im September 2022 zu stürzen, musste Florindo seinen Platz im Zentralkomitee der FRETILIN räumen.